# Slivek, Loveci
Slivek (în bulgară Сливек) este un sat în comuna Loveci, regiunea Loveci,  Bulgaria. 

## Demografie
Componența etnică a satului Slivek
     Bulgari (98,6%)
     Nicio identificare (1,39%)
     Altele (0%)
La recensământul din 2011, populația satului Slivek era de 143 locuitori. Din punct de vedere etnic, majoritatea locuitorilor (98,6%) erau bulgari. Pentru 1,39% din locuitori nu este cunoscută apartenența etnică.